# Benjamin Berkeley Hotchkiss
Benjamin Berkeley Hotchkiss, född 1 oktober 1826 i Watertown, Connecticut, död 14 februari 1885 i Paris, Frankrike, var en amerikansk vapenkonstruktör. Flera olika typer av vapen, både sådana konstruerade av Hotchkiss själv och sådana utvecklade av hans företag efter grundarens död, bär namnet Hotchkiss. 
Benjamin Hotchkiss föddes i Connecticut och började i unga år arbeta för en mindre vapenfirma.
År 1867 flyttade Hotchkiss till Wien där han grundade en metallpatronsfabrik men flyttade 1875 till Frankrike och grundade vapen- och ammunitionstillverkaren Hotchkiss et Cie i en förort till Paris.
Företaget Hotchkiss var under 1800-talets senare del, tillsammans med Nordenfelt och Vickers, en av de största och mest kända tillverkaren av marinkanoner i kalibrar mellan 37 och 75 mm. 
Dessutom utvecklade och sålde man 5-pipiga kanoner av gatling-typ i kalibrar från 37 till 57 mm.
Främst associeras dock namnet med den luftkylda gasomladdade kulspruta som utvecklades i mitten av 1890-talet och antogs av den franska armén som mitrailleuse Hotchkiss Modele 1897 de 8 mm. 
Även den svenska krigsmakten införde Hotchkiss, under beteckningen 6,5 mm Kulspruta m/1900.
Företaget Hotchkiss har också tillverkat bilar och skördade en del framgångar inom motorsporten under 30- och 40-talet, se Hotchkiss (bil).